# Aotus lemurinus
Aotus lemurinus of Grijsbuiknachtaapje is een zoogdier uit de familie van de nachtaapjes (Aotidae). De wetenschappelijke naam van de soort werd voor het eerst geldig gepubliceerd door Isidore Geoffroy Saint-Hilaire in 1846.

## Kenmerken
De rugzijde bestaat uit een gespikkelde, grijze vacht, de buikzijde is geel of grijs. Het dier heeft een donkere, bossige staartpunt. De lichaamslengte bedraagt 30 tot 42 cm, de staartlengte 29 tot 44 cm en het gewicht 900 tot 950 gram.

## Leefwijze
Het nachtaapje is de enige ’s nachts actieve aap, die zowel vruchten en bladeren, alsook insecten eet. Dit in paren levende dier klautert voorzichtig door de takken. De communicatie geschiedt door middel van geurstoffen in de urine en in een afscheiding uit hun borstklieren.

## Voortplanting
Na een draagtijd van 120 dagen wordt 1 jong ter wereld gebracht, dat 8 maanden wordt gezoogd, maar vaak bij de ouders blijft, waardoor hechte, 4 tot 5-koppige familiegroepjes ontstaan.

## Verspreiding
Deze soort komt voor in de tropische wouden van Midden-Amerika en in het noordwesten van Zuid-Amerika, met name Panama, Ecuador en Colombia, ten westen van Cordillera Oriental.